# Mano Negra
Mano Negra byla francouzská kapela založená Manu Chaem, jeho bratrem Antoinem a bratrancem Santiagem Casariegem v roce 1987. Název kapely Mano Negra je podle stejnojmenné španělské anarchistické organizace La Mano Negra, znamenajícím v překladu Černá ruka. Mano Negra mixovali punk, reggae, ska a latinskoamerickou hudbu. Rozpadli se v roce 1995.

## Složení
| Jméno | Přezdívka                                                                                        | Instrumenty | Alba | Další informace |
| Manu Chao Antoine Chao Santiago Casariego Philipe Teboul Daniel Jamet Joseph Dahan Thomas Darnal Pierre Gauthé | Oscar Tramor Tonio Del Borño Santi El Águila Garbancito Roger Cageot Jo Helmut Krumar Krøpöl 1er | Zpěv & Kytara Trumpeta & Zpěv Bubny & Zpěv Perkuse & Zpěv Akustická kytara & Zpěv Basová kytara & Zpěv Klávesy & Zpěv Trombon & Zpěv | Od Patchanka do Casa Babylon Od Patchanka do Patchinko Od Patchanka do Patchinko Od Puta's Fever do Patchinko Od Puta's Fever do Patchinko Od Puta's Fever do Patchinko Od Puta's Fever do Casa Babylon Od Puta's Fever do Patchinko | Zakladatel & frontman Spoluzakladatel & bratr Manu Chaa, odešel v r. 1992 Spoluzakladatel & bratranec Manu Chaa, odešel v r. 1993 Odešel v r. 1993 Odešel v r. 1992 Odešel v r. 1993 Odešel s Manu Chaem, když se skupina rozpadla Odešel v r. 1993 |

## Diskografie
| Rok                                          | Název | Typ média                                                     |
| 1988 1989 1991 1992 1994 1998 2001 2004 2005 | Patchanka Puta's Fever King of Bongo Amerika Perdida In the Hell of Patchinko Casa Babylon Bande Originale Du Livre Best Of Mano Negra Illegal L'Essentiel Out of Time | Album Kompilace Živé album Album Obrázkový disk Kompilace DVD |